# 青少年的性
青少年的性是指青少年時期，在性上的各種表達和經歷。人們從青春期开始性功能逐漸发育，而且也逐漸對性產生兴趣。  青少年已經開始會調情、親吻、約會、愛撫、自慰或与伴侣发生性关系。青少年和成人類似，對性的興趣會因人有很大的差異，也會受社會規範、道德觀、性教育、性取向、以及最低合法性行為年齡法律等社会控制所影響。
性行為和許多的風險有關，因為性興奮產生的陌生感受、想要具有性吸引力的衝動、性接觸後產生的更多肢體親密以及心理的脆弱，會加大性行為有關的風險。性行為的風險包括非預期懷孕，以及得到性傳播疾病（例如HIV/AIDS）。有些風險可以透過安全套的普及易於取得，或是進行安全性行為來降低。避孕特別可以減少未成年懷孕的機會。